# Grupo Madrigall
El Grupo Madrigall, holding editorial francés, es la casa madre de varias editoriales y sociedades de distribución como Gallimard, Flammarion y Casterman.

## Historia del grupo
Madrigall es una sociedad tipo holding fundada en 1992 por Antoine Gallimard, presidente del grupo Gallimard, y su hermana, Isabelle Gallimard, directora de la editorial Mercure de France. Ambos poseían en un principio la mayoría de las acciones del grupo. 
Al finalizar la década de 1990, la familia Gallimard recompró las acciones de los dos accionistas principales, a saber, Einaudi (entonces propiedad del holding de Silvio Berlusconi, Fininvest vía Mondadori) y Havas, cuya sociedad estaba fusionada con Vivendi. La familia Gallimard alcanzó entonces el 60 % de la propiedad. 
En enero de 2003, esta parte sube al 98 % después del rescate de las partes de accionistas minoritarias, por un importe de 98 millones de euros.
Madrigall recompró el grupo Flammarion en septiembre de 2012, antes propiedad del italiano RCS MediaGroup, por 251 millones de euros.
En octubre de 2013, el grupo LVMH entra en el capital de Madrigall con 30 millones de euros (9,5 % del capital).

## Estructura del grupo
- Filiales del Grupo Madrigall :
  - Éditions Gallimard
  - Gallimard Jeunesse
  - Gallimard Loisirs (guías turísticas)
  - Éditions Denoël
  - Mercure de France
  - Éditions de la Table ronde
  - Éditions POL
  - Éditions Alternatives
  - Futuropolis
  - Les Grandes Personnes
  - Éditions Flammarion
  - Hoëbeke
  - J’ai lu
  - Éditions Verticales
  - Éditions Casterman
- Filiales de distribución :
  - Sodis
  - Centre de diffusion de l'édition (CDE)
  - France Édition Diffusion (FED)
  - Sofédis
  - Éditions Foliade (Bélgica)
  - Éditions des Cinq Frontières (Suiza)
  - Gallimard Limitée & Socadis (Canadá)
  - Union Distribution
  - Flammarion Diffusion
  - Eden Livres

- Las librerías, un total de 8, en París, Metz, Nancy y Estrasburgo.